# Starting to Fly
Starting to Fly è un singolo del gruppo musicale statunitense Grey Daze, pubblicato il 20 maggio 2022 come secondo estratto dal secondo album di remix The Phoenix.

## Descrizione
Una prima versione del brano venne realizzata dal gruppo nella prima metà degli anni novanta, apparendo nel loro album di debutto Wake Me. Riguardo al significato del testo, il batterista Sean Dowdell ha spiegato che riguarda il ritrovare se stessi e il proprio potenziale, evidenziando come la tematica portante sia la speranza.

## Video musicale
Il video, reso disponibile nel medesimo giorno di uscita del singolo, è stato diretto da Heidi Gadd.

## Tracce
Testi e musiche di Chester Bennington, Sean Dowdell, Mace Beyers, Cristin Davis e Esjay Jones.
1. Starting to Fly – 3:28
2. Saturation (Strange Love) – 3:55

## Formazione
Gruppo
- Chester Bennington – voce
- Sean Dowdell – batteria, cori
- Mace Beyers – basso
- Cristin Davis – chitarra

Produzione
- Esjay Jones – produzione
- Grey Daze – produzione esecutiva
- Brian Virtue – registrazione
- Nate Haessly – assistenza alla registrazione
- Lucas D'Angelo – missaggio
- Ilan Benitah – assistenza al missaggio
- Emily Lazar – mastering